# Slaget vid Neva
Slaget vid Neva (ryska: Невская битва, Nevskaja bitva) utkämpades mellan Republiken Novgorod och svenska arméer vid floden Neva nära bosättningen Ust-Izjora den 15 juli 1240. Syftet med den svenska invasionen var nog att få kontroll över Nevas mynning och staden Ladoga och därav erövra den viktigaste delen av vägen från varjagerna till grekerna, som hade varit under Novgorods kontroll i mer än hundra år. Slaget var en del av de medeltida svensk-novogorodska krigen.
De novgorodska trupperna under Alexander Nevskij vann slaget.

## Historia

### Förhistoria
Birger jarl ledde det så kallade andra korståget mot tavasterna i Finland år 1238 eller 1239. Sydvästra delen av nuvarande Finland hade erövrats redan på 1100-talet under det så kallade första korståget. Åbo blev biskopsstad under första hälften av 1200-talet. Den förste kände biskopen hade namnet Thomas och omnämns första gången år 1234. Tillsammans med Birger jarl och soldater från Sverige bekämpade han tavasterna. Detta ledde också till byggandet av en borg med namnet Tavastehus för att säkerställa de nya landvinningarna.

### Slaget vid Neva 1240
Ett eller två år efter det andra svenska korståget mötte de svenska trupperna motstånd när man gick ännu längre österut. Svenskarna hade i sitt nit gått in i stadsrepubliken Novgorods marker. Följande händelse finner man ingenting om i svenska källor, men ryska källor berättar att Alexander av Novgorod, senare helgonförklarad som Alexander Nevskij, slog svenskarna på Nevas strand den 15 juli 1240.
Alexander hade redan år 1239 organiserat sitt försvar och satt ut vaktposteringar vid vägarna från Finska vikens stränder till Novgorod. Pelguse, som var ledare för en finsk-ortodox stam, varskodde Alexander året därpå att svenskarna höll på att landstiga vid Neva.
Enligt helgonlegenden sade Alexander till sina trupper före avfärden mot svenskarna att "Gud står inte på styrkans utan på rättfärdighetens, pravdas, sida". Därefter marscherade man genom träskmarker till Nevas mynning och kom dit på morgonen. Pelguse hade haft en märklig syn strax dessförinnan: på Neva hade en båt glidit ned mot havet och i båten hade synts två andar som var komna till Novgorods försvar. De två ryska martyrhelgonen Boris och Gleb med sina himmelska roddare skulle bistå Alexander mot inkräktarna.
Svenskarna väntade sig inget motstånd, då man trodde att novgorodborna var upptagna med att slåss mot mongolerna. En novgorodsk stödarmé av suzdalbor hade vid den här tiden förintats av mongolhövdingen Batus trupper. Därför blev Alexanders anfall en överraskning.
Det sägs att Birger jarl och många av hans riddare skulle ha befunnit sig i ett guldbroderat tält, medan större delen av armén fortfarande inte hunnit gå i land från sina båtar. Under anfallet ska Birger ha blivit sårad av Alexanders spjut och förtöjningarna till svenskarnas båtar avhuggits, så att plötslig bestörtning uppstått bland svenskarna i land och att de skyndat bort från den attackerande fienden.
Legenden om Alexander av Novgorod avslutar berättelsen med att ärkeänglar flög ned från himlen och dödade svenska riddare som hade tagit sin tillflykt på Nevas motsatta strand.

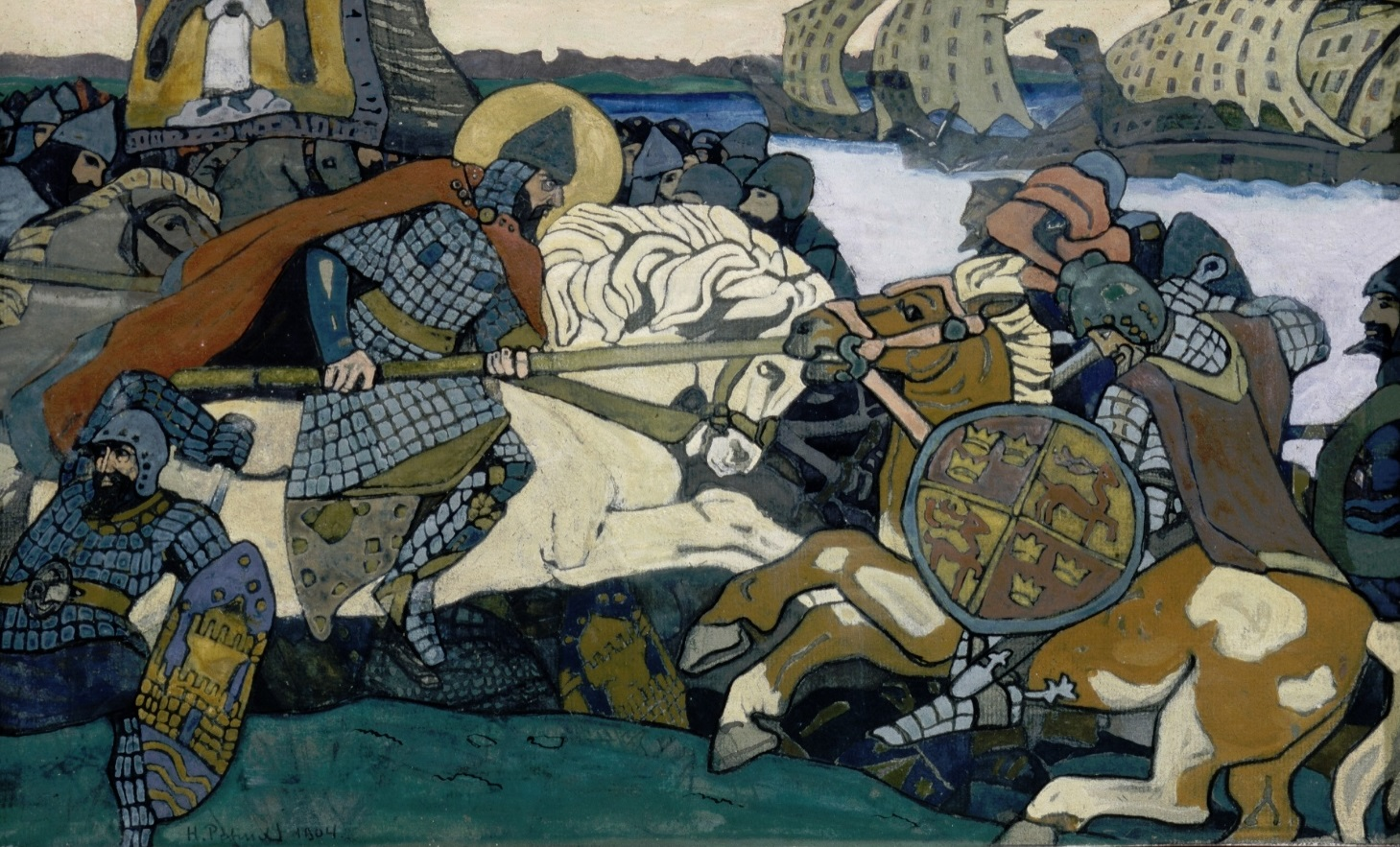
Alexander Nevsky Sårar Birger Jarl av Nicholas Roerich

### Verklighetens svenske härförare
Till skillnad mot berättelsen i helgonlegenden om Alexander av Novgorod verkar det som att Birger jarl i verkligheten hade rest hem till Östergötland före slaget vid Neva, eftersom sonen Valdemar föddes år 1239, vilket innebär att Birger jarl måste ha framavlat honom någon gång i slutet av 1238 eller början av 1239, efter andra korståget.
Troligtvis var det biskop Thomas från Åbo som ledde de svenska soldaterna mot stadsrepubliken Novgorod. Nederlaget blev en personlig förlust för biskopen, ty fem år senare avgick han som biskop och inträdde som broder i dominikankonventet i Visby. Före slaget vid Neva var hans makt oinskränkt till den grad att han vågade spela högre än vad strängarna tålde. När kardinal Sinibaldo Fieschi besteg påvestolen under namnet Innocentius IV i juni 1243 brast dock strängarna. Biskop Thomas hade förfalskat påvebrev och till döds torterat en person som hade gått emot honom. Det sistnämnda blev hans fall år 1245, men prestigeförlusten från slaget gjorde nog också sitt, och biskopsstolen blev tom fram till år 1249, då kungens kansler Bero utsågs till ny biskop i Åbo. Samtidigt öppnades ett  dominikankonvent i Åbo. Birger jarl var i Finland under denna tid, och med stor sannolikhet deltog han i biskopskröningen och öppnade som kungens representant konventet. Landets kung, Erik Eriksson, var skröplig och bodde på Näs slott på Visingsö.